# Vitterspindling
Vitterspindling (Cortinarius agathosmus) är en svampart som beskrevs av Brandrud, H. Lindstr. & Melot 1989. Vitterspindling ingår i släktet Cortinarius och familjen spindlingar.  Arten är reproducerande i Sverige. Inga underarter finns listade i Catalogue of Life.